# キャメロット

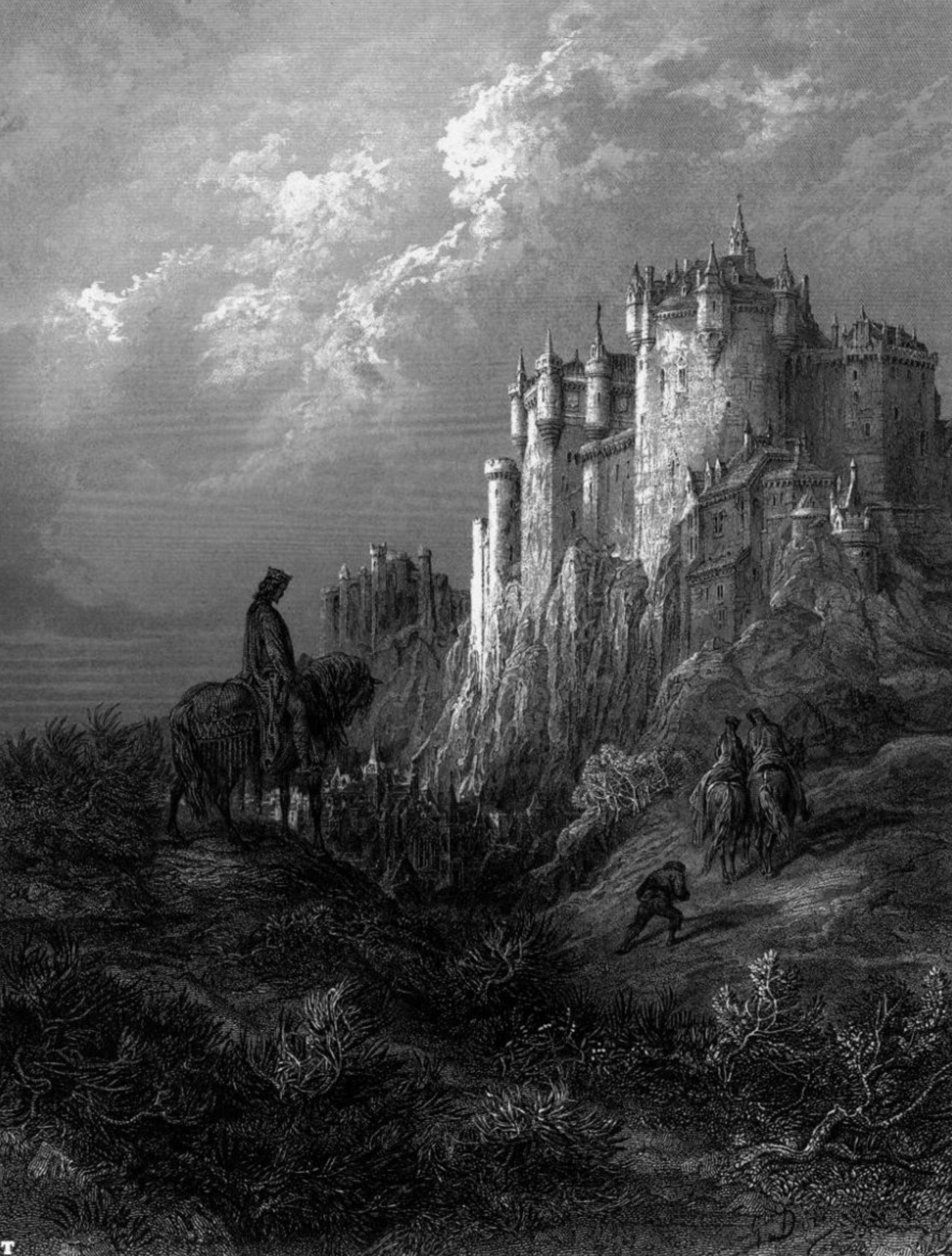
ギュスターヴ・ドレ画、illustration of Camelot from “Idylls of the King”, 1868

キャメロット（英: Camelot）は、アーサー王の王国、ログレスの都。アーサー王はこの地にキャメロット城を築き、多くの戦いに出陣したという。その正確な位置は失われ（または最初から実在せず）良く分かっていないが、おそらくローマ帝国による支配が終わった後のブリテン島にあったローマ系人の支配地域がフィクション化されたものだと思われる。
キャメロットという都の名が初めて現れたのは、フランスの吟遊詩人、クレティアン・ド・トロワの詩『荷馬車の騎士ランスロット』からである。ただしこの時点では、後のアーサー王物語におけるほど重要な役割を果たす土地としては描写されていなかった。
エセックスの街、コルチェスターはキャメロットの跡地なのではないかとしばしば指摘される。コルチェスターはローマ帝国によるイギリス支配の最初の拠点でイギリス最古の町であり、そのローマ名「Camulodunum」は先住民のケルト語名カムロドゥノン（戦の神カムロスの町）から来ている、というのがその根拠である。
また、13世紀にはウェセックスに位置するウィンチェスター城がキャメロットの名残だと信じられていたり、スコットランドのエディンバラに程なく近いアーサーの玉座は、キャメロットの候補地の１つとしてよく言及されていたりするなど詳しいことはわかっていない。